# Hail the Apocalypse
Hail the Apocalypse è il quinto album in studio del gruppo melodic death metal svedese Avatar. L'album è stato pubblicato il 12 maggio 2014 dall'etichetta Gain Music Entertainment.

## Tracce
1. Hail The Apocalypse – 4:13
2. What I Don't Know – 4:53
3. Death Of Sound – 4:21
4. Vultures Fly – 4:38
5. Bloody Angel – 6:04
6. Murderer – 5:03
7. Tsar Bomba – 3:33
8. Puppet Show – 4:23
9. Get In Line – 3:13
10. Something In the Way – 4:27
11. Tower – 6:04

Traccia bonus dell'edizione deluxe
1. Use and Abuse (feat. DJ Starscream) – 3:26

## Formazione
- Johannes Eckerstrom – voce
- Kungen – chitarra, cori
- Tim Öhrström – chitarra
- Henrik Sandelin – basso
- John Alfredsson – batteria

## Date di pubblicazione
| Paese                 | Data di pubblicazione |
| --------------------- | --------------------- |
| Europa                | 12 maggio 2014        |
| Stati Uniti d'America | 13 maggio 2014        |
| Scandinavia           | 14 maggio 2014        |

## Classifiche
| Classifica (2014)          | Posizione massima |
| -------------------------- | ----------------- |
| Stati Uniti                | 97                |
| Stati Uniti (hard rock)    | 6                 |
| Stati Uniti (independents) | 18                |
| Stati Uniti (rock)         | 25                |